# Thysanoteuthis
Thysanoteuthis es un género de moluscos cefalópodos de la familia Thysanoteuthidae. Es el único género de su familia.

## Especies
Se reconocen las siguientes especies:
- Thysanoteuthis danae
- Thysanoteuthis nuchalis
- Thysanoteuthis rhombus